# Yiddá Eslava
Yiddá Beatriz Eslava Parra (Lima, 23 de julio de 1983) es una actriz, escritora y productora de televisión peruana, reconocida por protagonizar la trilogía de películas de comedia Sí, mi amor.

## Biografía

### Primeros años
Yiddá Beatriz Eslava Parra nació el 23 de julio de 1983 en el distrito de Jesús María de la capital Lima. Proveniente de una familia de clase media, es prima hermana del actor Pietro Sibille y sobrina del escritor Jorge Eslava. 
Estudió en el Centro de Formación en Turismo, para luego trabajar como guía. Tras ser egresada del centro educativo, Eslava comienza a recibir clases de actuación con el productor Roberto Ángeles, además de participar en los talleres de clown e improvisación teatral, a cargo de la dirección de Wendy Ramos y Sergio Paris, respectivamente.

### Carrera
Eslava comenzó su vida pública a los cuatro años participando como imagen de conocidas marcas. Llegando a la etapa de la adolescencia, participó en el programa concurso R con erre, como integrante de un segmento del dicho espacio bajo el nombre de «Generación R», y comienza a incursionar en la actuación como rol secundario. Además, concursó en el segmento «Chica Dyclass», del programa de televisión Habacilar, en el año 2008.
Años después, se suma al programa de telerrealidad de competencias Combate, del canal ATV, en 2011, en el rol de competidora. Además, protagonizó la serie web EL202, como Beatriz, y participó en el proyecto teatral Promoción, basado en la obra homónima escrita por Aldo Miyashiro.
Tras su salida del espacio juvenil mencionado, Eslava retoma su faceta actoral en 2013 teniendo una participación especial en la serie de televisión biográfica Los amores de Polo, como Flor de María Campos, quien sería la madre del desaparecido compositor peruano Augusto Polo Campos.
En 2014 se suma al programa nocturno Enemigos públicos en el rol de panelista hasta su renuncia a finales de año. Eslava lanzó su primer libro titulado La vaca Kikirri y fue publicado para la Feria Internacional del Libro de Lima. 
En 2017, participó en la serie de televisión musical Cumbia pop, como sor Úrsula.
Debuta como productora con la serie web Relatos para no dormir en 2015, participó en la película cómica No me digas solterona en 2018 en el papel de Chío y tiempo después lanzó junto con su pareja, Julián Zucchi, el unipersonal con el nombre de Sí, mi amor.
Tras el éxito de su proyecto de stand-up comedy, lanzó la película de comedia romántica Sí, mi amor, siendo Eslava y Zucchi los protagonistas del filme, y se estrenó en 2020. Además de ser la película peruana más vista del año, el filme también se estrenó por la plataforma Netflix y se renovó para una segunda entrega en 2022, con el nombre de ¿Nos casamos? Sí, mi amor, y tercera entrega en 2024 como ¿Ahora somos 3? Sí, mi amor.[cita requerida]
Eslava participó como jurado en el programa de telerrealidad de imitación Yo soy en el formato Nueva generación en 2022. Además, protagonizó Tarascones, junto con Claudia Berninzon y Gisela Ponce de León, en el Teatro La Plaza, basada en la obra homónima escrita por el dramaturgo Gonzalo Demaría; incluyendo su participación en la obra musical Las chicas de 4to C.
Protagonizó la película de misterio-cómica Soy inocente, que fue estrenada en el 2023.
En el año 2024, tuvo una breve participación en el reality show Esto es guerra, retomando el rol de Combate.
En 2025, se incorporó como conductora del pódcast en vivo de Madi Streaming, un canal de internet fundado por el comediante El Tobi.

## Vida personal
En el año 2012, contrajo una relación sentimental con el actor y cantante argentino Julián Zucchi, su entonces compañero de elenco en el reality show Combate.[cita requerida] Con Zucchi, tuvo dos hijos: Tomás Zucchi y Maro Zucchi.[cita requerida] La relación con Zucchi se terminó en el 2023 y desde ese año, mantiene una relación con el fotógrafo peruano Ángel Fernández.[cita requerida]
Eslava confirmó para un conocido medio de comunicación que sufre de autismo en el 2021, además de que uno de sus hijos también lo tiene. Basado en la lucha contra la falta de inclusión e información acerca de esta condición, lanzó su libro bajo el nombre de Te amo, el autismo y yo.

## Filmografía

### Televisión

#### Series de televisión
| Año  | Título                 | Rol                            | Notas                             | Canal                   | Ref.   |
| ---- | ---------------------- | ------------------------------ | --------------------------------- | ----------------------- | ------ |
| 2008 | Graffiti               | Una de las jóvenes de un grupo | Rol recurrente                    | Frecuencia Latina       | [ 20 ] |
| 2010 | Operación rescate      | Carolina Reyes                 | Rol inspirado en Claudia Cisneros | Panamericana Televisión | [ 21 ] |
| 2012 | EL202                  | Beatriz                        | Rol protagónico                   | Streaming por YouTube   | [ 5 ]  |
| 2013 | Los amores de Polo     | Flor de María Campos           | Rol de participación especial     | América Televisión      | [ 6 ]  |
| 2014 | Promoción              | Mariana                        | Rol principal                     | Panamericana Televisión | [ 22 ] |
| 2015 | Relatos para no dormir | Ella misma                     | Productora general                |                         |        |
| 2017 | Cumbia pop             | Sor Úrsula                     | Rol principal                     | América Televisión      | [ 8 ]  |

#### Programas de televisión
| Año       | Título                   | Rol        | Notas                                               | Canal                   | Ref.          |
| --------- | ------------------------ | ---------- | --------------------------------------------------- | ----------------------- | ------------- |
| 2002      | R con erre               | Ella misma | Participante del segmento Generación R              | Panamericana Televisión |               |
| 2008      | Habacilar                | Ella misma | Participante del segmento Chica Dyclass             | América Televisión      | [ 2 ]         |
| 2011-2013 | Combate                  | Ella misma | Competidora (temporada 1-3, 7-8)                    | ATV                     | [ 4 ] [ 3 ]   |
| 2014-2015 | Combate                  | Ella misma | Competidora (temporada 1-3, 7-8)                    | ATV                     | [ 23 ]        |
| 2014      | Enemigos públicos        | Ella misma | Panelista                                           | Panamericana Televisión | [ 7 ]         |
| 2018      | El artista del año       | Ella misma | Participante (segunda temporada, séptima eliminada) | América Televisión      | [ 24 ]        |
| 2019      | Los reyes del playback   | Ella misma | Participante                                        | Latina Televisión       | [ 25 ]        |
| 2020      | La máscara               | Ella misma | Participante                                        | Latina Televisión       |               |
| 2022      | Yo soy: Nueva generación | Ella misma | Jurado                                              | Latina Televisión       | [ 11 ] [ 26 ] |
| 2024      | Esto es guerra           | Ella misma | Participante de refuerzo                            | América Televisión      | [ 15 ]        |

### Cine

#### Como actriz
| Año  | Título                      | Rol                       | Notas           | Ref.          |
| ---- | --------------------------- | ------------------------- | --------------- | ------------- |
| 2012 | Quiero saber                |                           | Rol principal   |               |
| 2017 | Once machos                 | Hincha de los Once machos | Cameo           | [ 27 ]        |
| 2018 | No me digas solterona       | Chío                      | Rol principal   | [ 28 ]        |
| 2020 | Sí, mi amor                 | Bea                       | Rol protagónico | [ 10 ]        |
| 2022 | No me digas solterona 2     | Chío                      | Rol principal   | [ 29 ]        |
| 2022 | ¿Nos casamos? Sí, mi amor   | Bea                       | Rol protagónico | [ 10 ]        |
| 2023 | Soy inocente                | Sofía                     | Rol protagónico | [ 30 ] [ 31 ] |
| 2023 | Una aventura gigante        | Silvia                    | Voz de doblaje  | [ 32 ]        |
| 2024 | ¿Ahora somos 3? Sí, mi amor | Bea                       | Rol protagónico | [ 33 ]        |
| 2025 | La habitación negra         | Camila                    | Rol protagónico | [ 34 ]        |

#### Como productora
| Año  | Título                    | Rol        | Notas              | Ref.          |
| ---- | ------------------------- | ---------- | ------------------ | ------------- |
| 2020 | Sí, mi amor               | Ella misma | Productora general | [ 10 ]        |
| 2022 | ¿Nos casamos? Sí, mi amor | Ella misma | Productora general | [ 10 ]        |
| 2023 | Soy inocente              | Ella misma | Productora general | [ 30 ] [ 31 ] |
| 2025 | La habitación negra       | Ella misma | Productora general | [ 34 ]        |

### Teatro
| Año  | Título                    | Rol            | Notas             | Ref.   |
| ---- | ------------------------- | -------------- | ----------------- | ------ |
| 2013 | Promoción                 | Mariana        | Rol principal     | [ 35 ] |
| 2016 | Mi vida sin ti            | Catalina Elías | Rol principal     |        |
| 2017 | Sí, mi amor (unipersonal) | Bea            | Rol protagónico   | [ 9 ]  |
| 2022 | Tarascones                |                | Rol coprotagónico | [ 12 ] |
| 2022 | Las chicas del 4to C      | Fernanda       | Rol protagónico   | [ 13 ] |

### YouTube
| Año       | Título     | Rol        | Notas                            | Ref.   |
| --------- | ---------- | ---------- | -------------------------------- | ------ |
| 2012-2023 | #CosaSeria | Ella misma | Presentadora (con Julián Zucchi) | [ 36 ] |

## Literatura
- El slam del Sí, mi amor para parejas (El Virrey, 2022)
- Te amo, el autismo y yo (2022)[19]
- Ellos (Estruendomundo, 2018)
- Él (Estruendomundo, 2020)
- La vaca Kikirikí (2014)

## Premios y nominaciones
| Año  | Premio                    | Categoría               | Trabajo    | Resultado | Ref.   |
| ---- | ------------------------- | ----------------------- | ---------- | --------- | ------ |
| 2022 | Premio El Oficio Crítico  | Mejor actriz de comedia | Tarascones | Ganadora  | [ 37 ] |
| 2024 | Independent Shorts Awards | Mejor actriz            | Tirabuzón  | Ganadora  | [ 38 ] |
| 2024 | Independent Shorts Awards | Mejor historia original | Tirabuzón  | Ganadora  | [ 38 ] |